# 京都府道444号桧山須知線
京都府道444号桧山須知線（きょうとふどう444ごう ひのきやましゅうちせん）は、京都府船井郡京丹波町を通る一般府道である。

## 概要
船井郡京丹波町和田から船井郡京丹波町須知に至る。
国道9号の裏道となるが、京丹波町和田付近の国道9号では、府道が下を通過するのでお互いに行き来はできない。
以前は、桧山丹波線という名称であったが、市町村合併で変更された。

### 路線データ
- 起点：船井郡京丹波町和田（和田交差点、国道9号交点）
- 終点：船井郡京丹波町須知（須知交差点、国道173号・京都府道80号日吉京丹波線交点）

## 地理

### 通過する自治体
- 船井郡京丹波町

### 交差する道路
| 交差する道路                              | 交差する場所 | 交差する場所      |
| ----------------------------------------- | ------------ | ----------------- |
| 国道173号                                 | 和田         | 和田交差点 / 起点 |
| 国道9号 / 山陰道                          | 和田         | [ 注釈 2 ]        |
| 国道9号 / 山陰道 京都府道80号日吉京丹波線 | 須知         | 須知交差点 / 終点 |

### 沿線
- 高倉神社
- 桧山郵便局
- 京丹波町立瑞穂病院
- 京丹波町役場 瑞穂支所
- 京丹波町立桧山小学校
- 上豊田保育所
- 何鹿神社
- 京都府立丹波自然運動公園
- 塩谷古墳公園
- 京丹波町立丹波ひかり小学校
- 京丹波町立須知幼稚園
- 道の駅京丹波味夢の里
- 道の駅丹波マーケス